# Фату, Пьер
Пьер Жозе Луи Фату (фр. Pierre Joseph Louis Fatou; 28 февраля 1878, Лорьян — 10 августа 1929, Порнише) — французский математик, работавший в области голоморфной динамики.

## Биография
В 1898 году поступил в парижскую Высшую нормальную школу, где изучал математику. Окончил обучение в 1901 и получил должность астронома в Парижской обсерватории.

## Научные интересы
Фату интересовался рекуррентными рядами вида
{\displaystyle Z\to Z^{2}+c}, где Z — число в комплексной плоскости в форме {\displaystyle Z=x+iy}
{\displaystyle Z_{0}=x+iy}
{\displaystyle Z_{1}=Z_{0}^{2}+c}
{\displaystyle Z_{2}=Z_{1}^{2}+c=(Z_{0}^{2}+c)^{2}+c=Z_{0}^{4}+2cZ_{0}^{2}+c^{2}+c}
{\displaystyle Z_{3}=\cdots .}
Фату особо интересовался случаем {\displaystyle Z_{0}=0}, который позже был проанализирован вычислительными методами Бенуа Мандельбротом. Производимое этим рядом графическое изображение в комплексной плоскости часто называют множеством Мандельброта.